# جولیان کار
جولیان شکسپیر کار (Julian Shakespeare Carr) (زادهٔ ۱۲ اکتبر ۱۸۴۵ – درگذشتهٔ ۲۹ آوریل ۱۹۲۴)، صنعتگر، نوع‌دوست، برترپندار نژادسفید و حمایت‌گر کو کلاکس کلن (و در جوانی حامی برده‌داری) اهل کارولینای شمالی بوده‌است. او با نانی کار پیوند زناشویی بست و صاحب دو دختر (ازجمله الیزا کار) و سه پسر شدند.
پس از جنگ، کار در شرکت تولید تنباکویِ دبلیو تی. بلکول در نزدیکی دورهام، کارولینای شمالی شریک شد. ذکاوت تجاری وی موجب شد که این شرکت در سطح جهانی به نام تجاری بول دورهام شناخته شود. کار به یکی از ثروت‌مندترین افراد ایالت تبدیل شد که در حوزه‌های نساجی، بانکداری (اولین بانک ملی دورهام)، راه‌آهن، خدمات عمومی (شرکت برق) و روزنامه‌داری فعالیت می‌کرد.

## زندگی شخصی
کار در سال ۱۸۷۳ با دختر سرهنگ دی.سی. پریش، نانی گراهام پریش، ازدواج کرد. آن‌ها چهار پسر و دو دختر داشتند. محل سکونت این خانواده که ویلای سامرست نام داشت، همچون «جواهری در دورهام» می‌درخشید.
جولیان کار در ۲۹ آوریل ۱۹۲۴ در خانهٔ دخترش در شیکاگو چشم از جهان فروبست.

## سیاست
کار از طرف نمایندگان کارولینای شمالی (و یک نفر از مونتانا) در کنوانسیون ملی دموکراتیک ۱۹۰۰ نامزد برای دریافت سمت معاونت ریاست‌جمهوری آمریکا شد و در آنجا به ایراد سخنرانی پرداخت. وی در کنوانسیون ملی دموکراتیک ۱۹۱۲ به‌عنوان نماینده حضور داشت و فعالیت می‌نمود.

## بشردوستی
کار در تأسیس دانشگاه دوک نقش به‌سزایی داشت. (ساختمان تاریخ در بخش شرقی دانشگاه میان سال‌های ۱۹۳۰ تا ۲۰۱۸ به نام او شناخته می‌شد). با توجه به این‌که کالج ترینیتی پس از جنگ برای رفع وابستگی مالی به شهریهٔ دانشجویان بلاتکلیف و کمک‌های کلیسا مبارزه می‌کرد، غیرکشیش‌های متدیست علاقه‌مند به این حوزه در موفقیت و نجات آن، نقش حیاتی داشتند.
جولیان کار در جلد ششم از تاریخ حق رأی زنان برای تشکیل اتحادیهٔ حق رأی برابر کارولینای شمالی، مورد توجه قرار گرفت: «در این دوره، زمانی که حمایت از این موضع چندان اقبالی نداشت، قاضی والتر کلارک، رئیس دیوان عالی، ژنرال جولیان اس. کار، آرچیبالد هندرسون، وید هریس و ای.کی. گراهام به‌عنوان کمیته‌ای مشورتی اقدام کردند و به رایگان برای کمک به لیگ وقت گذاشتند».
او که حامی و مدافع سرسخت رفاه حال کهنه‌سربازان مؤتلف بود و تمایل داشت وی را «سرباز ارشد» خطاب کنند، فرماندهٔ کل کهنه‌سربازان مؤتلف کارولینای شمالی بود. در سال ۱۹۱۳، در مراسم وقف بنای یادبود ائتلاف (که بعدها به سایلنت سم معروف شد) داخل حیاط دانشگاه کارولینای شمالی در چپل هیل، کار سخنرانی کرد و اقدام ارزشمند سربازان مؤتلف را ستود و آن را «نجات زندگی نژاد آنگلوساکسون در جنوب» خطاب کرد؛ بنابراین «خالص‌ترین سویه از نژاد آنگلوساکسون در سیزده ایالت جنوبی یافت می‌شود». پس از آن، او خاطره‌ای از نوزده سالگی خودش تعریف کرد که کمی بعد از جنگ در چپل هیل «یک سیاه‌پوست را به‌دلیل توهین و بی‌احترامی علنی به بانویی اهل جنوب و بدنام کردن وی به‌حدی شلاق زده که دامنش تکه‌تکه شده‌است». کار این «وظیفهٔ خوشایند» را پس از آن‌که آن بانوی سیاه‌پوست قصد پناه‌گرفتن در دانشگاه داشت، در برابر صد سرباز فدرال در پادگان انجام داده‌است.
ژنرال جول همان‌طور که او را می‌شناختند، در مدت جنگ جهانی اول به‌عنوان نمایندهٔ کلیسای اسقفی متدیست در جنوب در ادارهٔ غذای ایالات متحده فعالیت می‌کرد.

## میراث
- شهر کربورو در ایالت کارولینای شمالی
- تالار کار در دانشگاه کارولینای شمالی در چپل هیل. کار کل هزینهٔ احداث این ساختمان را که در سال ۱۹۰۰ به‌عنوان خوابگاه ساخته شد، پرداخت کرد. وقتی این ساختمان تازه بنا شده بود، به‌عنوان «یکی از باشکوه-ترین بناهای داخل محوطهٔ دانشگاه کارولینای شمالی در چپل هیل» شناخته می‌شد. اما در سال ۲۰۱۷، به ساختمان اداری فرسوده‌ای تبدیل شد و در سال ۲۰۲۰ نامش را تغییر دادند.[۸]: 56 [۹]
- ساختمان کار متعلق به دانشگاه دوک ماجرای متفاوتی دارد. دانشکده از آن به ساختمانی با «سه طبقه از آجر قرمز بالتیمور به سبک گرجی، تزئین‌شده با سنگ مرمر ورمونت و سقفی از تخته‌سنگ باکینگهام» نام می‌برد. نام اصلی آن در سال ۱۹۲۷، «ساختمان کلاس درس» بود. در سال ۱۹۳۰، نام آن به «ساختمان کار» تغییر یافت. در سال ۲۰۱۸، دوباره به نام اصلی خود یعنی ساختمان کلاس درسی بازگشت (به زیر مراجعه کنید).
- ساختمانی در مدرسه هنر دورهام که در اصل دیبرستان مقطع نخست مرکزی بود، به افتخار کار نام‌گذاری شد. در ۲۴ اوت سال ۲۰۱۷، علاوه بر ممنوعیت پرچم ائتلاف، هیئت‌مدیرهٔ مدارس عمومی دورهام با اجماع نظر، رأی به حذف نام کار از روی ساختمان دادند.[۱۰][۱۱]
- فصل دورهام از دختران متحد ائتلاف، فصل جولیان اس کار نام‌گذاری شده‌است.[۱۲]
- در سال ۱۹۴۵ که مصادف با صدمین سالگرد تولد کار، فرماندار، آر. گرگ چری ۱۲ اکتبر ۱۹۴۵ را به‌عنوان روز جولیان اس. کار در کارولینای شمالی اعلام کرد. در آن روز سرمقاله‌ای در روزنامهٔ دورهام سان تیتر زد که «نام او هم‌تراز با خیلی چیزها است: کلیساها، یک کارخانه، یک کتابخانه، یک کلاس مدرسه شبانه، کودکان بی‌شماری که والدین‌شان آن مرد را تحسین می‌کردند و امروز دیبرستان مقطع نخست مرکزی دورهام».[۱۳]: 109
- پرتره‌ای از وی بر دیوار خانهٔ رئیس دانشگاه کارولینای شمالی آویخته شده‌است.

## حذف نام کار
حذف نام کار در دورهام و چپل هیلز بسیار متداول شد، همان‌طور که نام جولیان کار از ساختمان‌هایی نظیر مرکز هنرهای نمایشی دورهام برداشته شده‌است. در مراسم وقف بنای یادبود ائتلاف (سایلنت سم)، او از خود وجهه‌ای به نمایش گذاشت که بیان‌گر افتخار او به استفاده از خشونت برای برتری نژاد سفیدپوستان داشت. این موضوع باعث ایجاد یک جنبش شد. سخنان او در میان جنبش-های جان سیاه‌پوستان مهم است، دهان‌به‌دهان چرخید و برخی بیان کردند که منبع این سخنان دانشگاه ویرجینیا مارس است. آمار معتبری از شمار بردگان جولیان کار به‌جز آن‌هایی که در کارخانه‌هایش به کار گمارده شده بودند، در دست نیست، اما نژادپرستی او به‌نفع سفیدپوستان انکارناپذیر است.
- هیئت آموزشی دورهام نسبت به حذف نام جولیان کار از ساختمانی در مدرسه هنر دورهام (دبیرستان مقطع نخست مرکزی سابق که در بالا به آن اشاره شده‌است) رأی دادند و قرار بر آن شد که دستورالعمل جدیدی برای لباس‍پوشیدن به شکلی اتخاذ شود که مانع ایجاد ترس به‌دلیل «نژاد در سایر دانش‌آموزان» شود. موارد نام‌برده در این دستورالعمل، پرچم سواستیکا و نمادهای کو کلاکس کلن بوده‌است.[۱۵]
- دانشکدهٔ تاریخ دانشگاه دوک بعد از آنکه سایلنت سم و توجه به حرف‌های کار، کمتر شد، درخواست داد تا نام جدیدی روی تالار کار در دانشکده بگذارند. وینست پرایس، رئیس دانشگاه دوک دستور داد که کمیته‌ای از دانشجویان و استادان تشکیل شود تا به‌دنبال راه‌های جدیدی برای آشنایی با جولیان کار، نژادپرستی او به‌نفع سفیدپوستان و حمایت‌های قبلی‌اش از دانشگاه دوک باشند. این کمیته سه نشست برگزار کرد و جویای نظرهای انجمن دوک شد که «اکثریت قریب به اتفاق آن‌ها» خواهان تغییر نام بودند. در اول دسامبر ۲۰۱۸ به توصیهٔ کمیتهٔ هیئت متولیان تصمیم گرفتند تا نام کار را از روی ساختمان برداشته و آن بنا موقتاً به نام اصلی‌اش ساختمان کلاس درس برگردد تا بعدها نام جدیدی برایش انتخاب شود.[۱۶][۱۷]
- دادخواستی مبنی بر تغییر نام شهر کاربورو به جریان افتاد. بر اساس گفتهٔ ژاکی گیست، یکی از اعضای انجمن شهر، «تغییر نام کاربورو پیشنهاد واقع‌بینانه‌ای نیست». اما شهر کاربورو قصد دارد تا لوحی با این مظمون برپا کند: «اذعان به هم‌نام بودن با جولیان کار که اظهارات نژادپرستانه‌ای داشت».[۱۸]